# Municipio de Bloomfield (condado de Mitchell)
El municipio de Bloomfield (en inglés: Bloomfield Township) es un municipio ubicado en el condado de Mitchell en el estado estadounidense de Kansas. En el año 2010 tenía una población de 76 habitantes y una densidad poblacional de 0,81 personas por km².

## Geografía
El municipio de Bloomfield se encuentra ubicado en las coordenadas 39°20′34″N 98°5′51″O / 39.34278, -98.09750. Según la Oficina del Censo de los Estados Unidos, el municipio tiene una superficie total de 93.76 km², de la cual 93,61 km² corresponden a tierra firme y (0,16 %) 0,15 km² es agua.

## Demografía
Según el censo de 2010, había 76 personas residiendo en el municipio de Bloomfield. La densidad de población era de 0,81 hab./km². De los 76 habitantes, el municipio de Bloomfield estaba compuesto por el 94,74 % blancos, el 3,95 % eran asiáticos y el 1,32 % eran de una mezcla de razas. Del total de la población el 2,63 % eran hispanos o latinos de cualquier raza.